# Municipio de Hobart (Indiana)
El municipio de Hobart (en inglés: Hobart Township) es un municipio ubicado en el condado de Lake en el estado estadounidense de Indiana. En el año 2010 tenía una población de 39417 habitantes y una densidad poblacional de 585,84 personas por km².

## Geografía
El municipio de Hobart se encuentra ubicado en las coordenadas 41°32′45″N 87°15′51″O / 41.54583, -87.26417. Según la Oficina del Censo de los Estados Unidos, el municipio tiene una superficie total de 67.28 km², de la cual 65.97 km² corresponden a tierra firme y (1.95%) 1.31 km² es agua.

## Demografía
Según el censo de 2010, había 39417 personas residiendo en el municipio de Hobart. La densidad de población era de 585,84 hab./km². De los 39417 habitantes, el municipio de Hobart estaba compuesto por el 84.79% blancos, el 4.46% eran afroamericanos, el 0.43% eran amerindios, el 0.58% eran asiáticos, el 0.02% eran isleños del Pacífico, el 6.73% eran de otras razas y el 2.99% pertenecían a dos o más razas. Del total de la población el 19.25% eran hispanos o latinos de cualquier raza.